# Charles William Meredith van de Velde

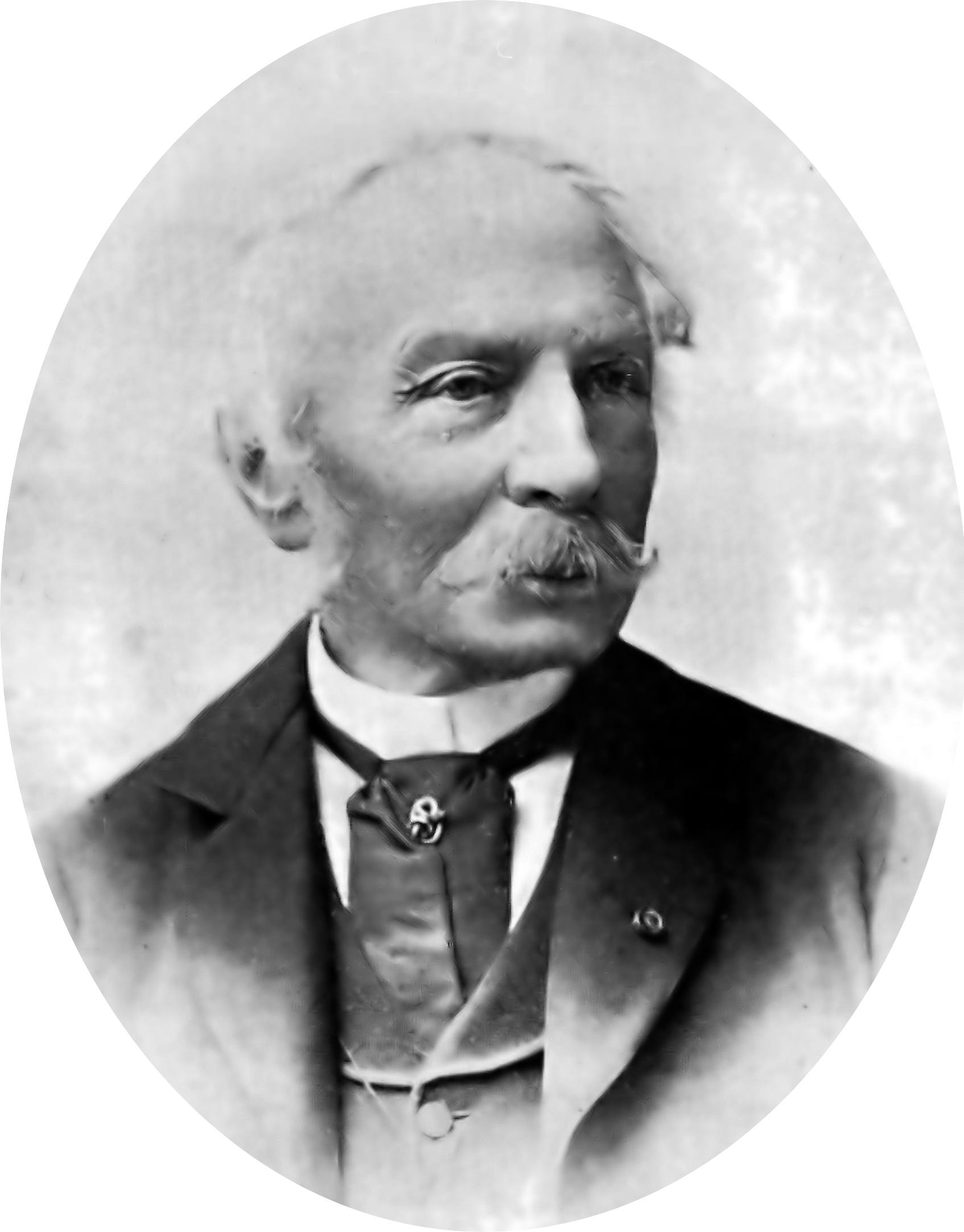
Charles William Meredith van de Velde

Charles William Meredith van de Velde (Leeuwarden, 3 december 1818 - Menton, 20 maart 1898) was een Nederlands cartograaf, luitenant-ter-zee tweede klasse, kunstschilder, erelid van het Rode Kruis en zendeling.

## Opleiding
Van de Velde volgde de Marine-Academie in Medemblik en werd luitenant-ter-zee tweede klasse.

## Loopbaan
Van 1830 tot 1841 was hij aan het topografische bureau te Batavia verbonden waar hij uiteindelijk directeur van werd. Hij publiceerde in 1857 over zijn omgeving daar een boek, Gezichten van Nederlands Indië, met vijftig platen van zijn hand. In 1844 moest hij wegens gezondheidsredenen naar Europa terugkeren; hij verrichtte nu cartografische, geografische en etnografische werkzaamheden en was daarnaast werkzaam als tekenaar, zendeling en ziekenverpleger. In 1844, op zijn terugreis naar Europa, bezocht hij Ceylon, de Transvaal en Kaap de Goede Hoop, waar hij het werk der zending steunde. Voor de diensten die hij aan Franse schepen bewees, werd Van de Velde geridderd in het Legioen van Eer.
In 1851 bezocht Van de Velde Palestina, waar hij meer opmetingen verrichtte en tekeningen maakte bij de kaarten van Perthes (uitgegeven in 1857); in 1862 gaf hij een werk uit (in het Frans, uitgegeven in Parijs) over Palestina en Syrië met 100 afbeeldingen naar waterverftekeningen. Na zijn reis hield hij voorlezingen over Palestina in Genève en Lausanne.
In 1863 was Van de Velde betrokken bij de oprichting van het Rode Kruis. In opdracht van die organisatie reisde hij tijdens de Oostenrijks-Pruisische Oorlog naar Denemarken en tijdens de Frans-Duitse Oorlog naar Frankrijk. Na 1870 woonde Van de Velde in Genève, Freiburg en Besançon en wijdde zich aan de kunst en liefdadigheid. Hij behoorde tot de voorstanders van de "Église Libre" en werd in Frankrijk vereerd vanwege zijn toewijding voor de Protestantse zending en evangelisatie.

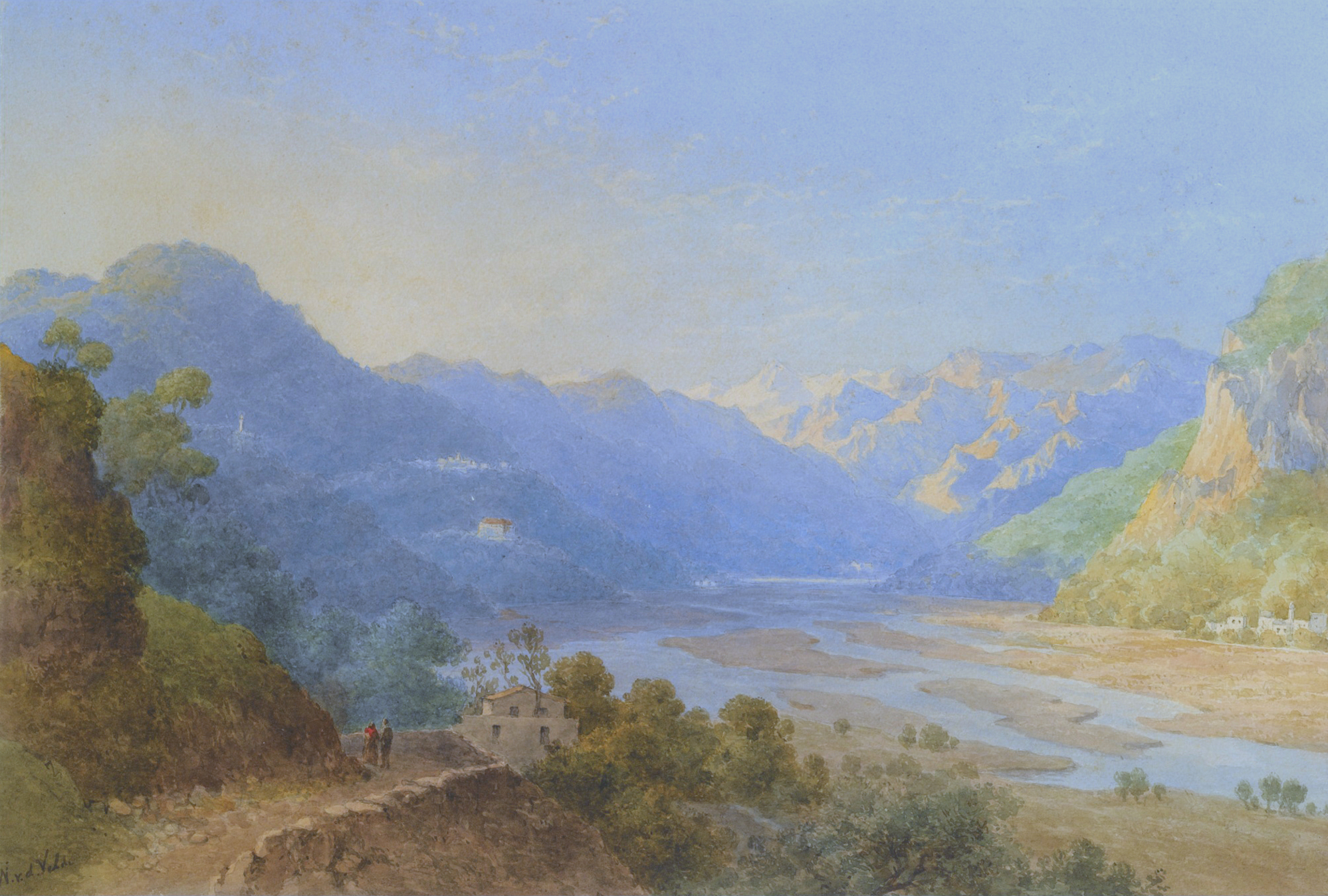
Reizigers in een berglandschap met sneeuw bedekte toppen

## Het Rode Kruis
Toen op 26 oktober 1863 in Genève de internationale openingsconferentie van het Rode Kruis plaatsvond, was Van de Velde hier aanwezig als lid van de Nederlandse delegatie. Bij besluit van 31 juli 1867, nummer 71 werd Van de Velde als erelid opgenomen in het hoofdcomité van het Rode Kruis, samen met Willem Jan Knoop, Henri Dunant en dr. J. H. Ch. van de Velde (een later erelid van het Rode Kruis en medewerker van Van de Velde tijdens het werk van het Rode Kruis bij Parijs in 1870 was Günther von Bültzingslöwen).

Van de Velde werd door Henri Dunant als gedelegeerde van het Rode Kruis in 1864 naar de slag om de Düppeler Schanzen in Denemarken gestuurd, terwijl een andere delegatie naar het Pruisisch-Oostenrijkse front in Sleeswijk-Holstein, waar beide partijen sinds 30 januari 1864 tegenover elkaar stonden, zou worden gestuurd. In 1870 werd hij opgeroepen om met Nederlandse artsen naar Frankrijk af te reizen, waar hij hielp gewonden te verplegen als chef van de Nederlandse ambulance, en later, om de vele giften, gezonden uit Nederland, uitdeelde.